# Shāhmār-e Bābā Morād
Shāhmār-e Bābā Morād (persiska: شاهمار بابا مراد) är en ort i Iran.   Den ligger i provinsen Kermanshah, i den västra delen av landet, 500 km väster om huvudstaden Teheran. Shāhmār-e Bābā Morād ligger 1 356 meter över havet och antalet invånare är 121.
Terrängen runt Shāhmār-e Bābā Morād är huvudsakligen lite kuperad. Shāhmār-e Bābā Morād ligger nere i en dal. Runt Shāhmār-e Bābā Morād är det ganska tätbefolkat, med 60 invånare per kvadratkilometer. Närmaste större samhälle är Gahvāreh, 18,4 km söder om Shāhmār-e Bābā Morād. Omgivningarna runt Shāhmār-e Bābā Morād är i huvudsak ett öppet busklandskap.